# Jariwka (obwód wołyński)
Jariwka (ukr. Ярівка; do 1946 roku Jadwinówka) – wieś na Ukrainie w rejonie łuckim obwodu wołyńskiego.
Do 2020 w rejonie horochowskim. 

## Historia
W II Rzeczypospolitej kolonia Jadwinówka należała do gminy wiejskiej Skobełka w powiecie horochowskim, w województwie wołyńskim.